# Euryophion pisinnus
Euryophion pisinnus là một loài tò vò trong họ Ichneumonidae.